# Verkehrsökologie
Die Verkehrsökologie ist die Wissenschaft vom System Mensch-Verkehr-Umwelt.

## Aufgabenfelder
Verkehrsökologie beschäftigt sich mit den (meist unerwünschten) Auswirkungen von Mobilität auf die natürliche und durch anthropogene Eingriffe geprägte Raumqualität und berücksichtigt dabei soziale, normative, ökonomische und ökologische Grenzen der Mobilität. Dazu bedient sich die Verkehrsökologie  wissenschaftlicher Methoden verschiedener Disziplinen mit dem Ziel, unterschiedliche Wirkungen und Beziehungen des Systems Mensch-Verkehr-Umwelt zu analysieren und zu beschreiben. Wo sie als Hilfswissenschaft für die Verkehrsplanung und Verkehrspolitik eingesetzt wird, soll die Verkehrsökologie nach ressourcenschonenden Lösungen suchen, nicht aber ohne die zugrundeliegenden Wertmaßstäbe (normative Ebene) zu verschweigen, sondern im Gegenteil diese prominent als Ausgangspunkt der Planungen zu deklarieren bzw. gegebenenfalls zu diskutieren.

## Auswirkung auf die Umwelt

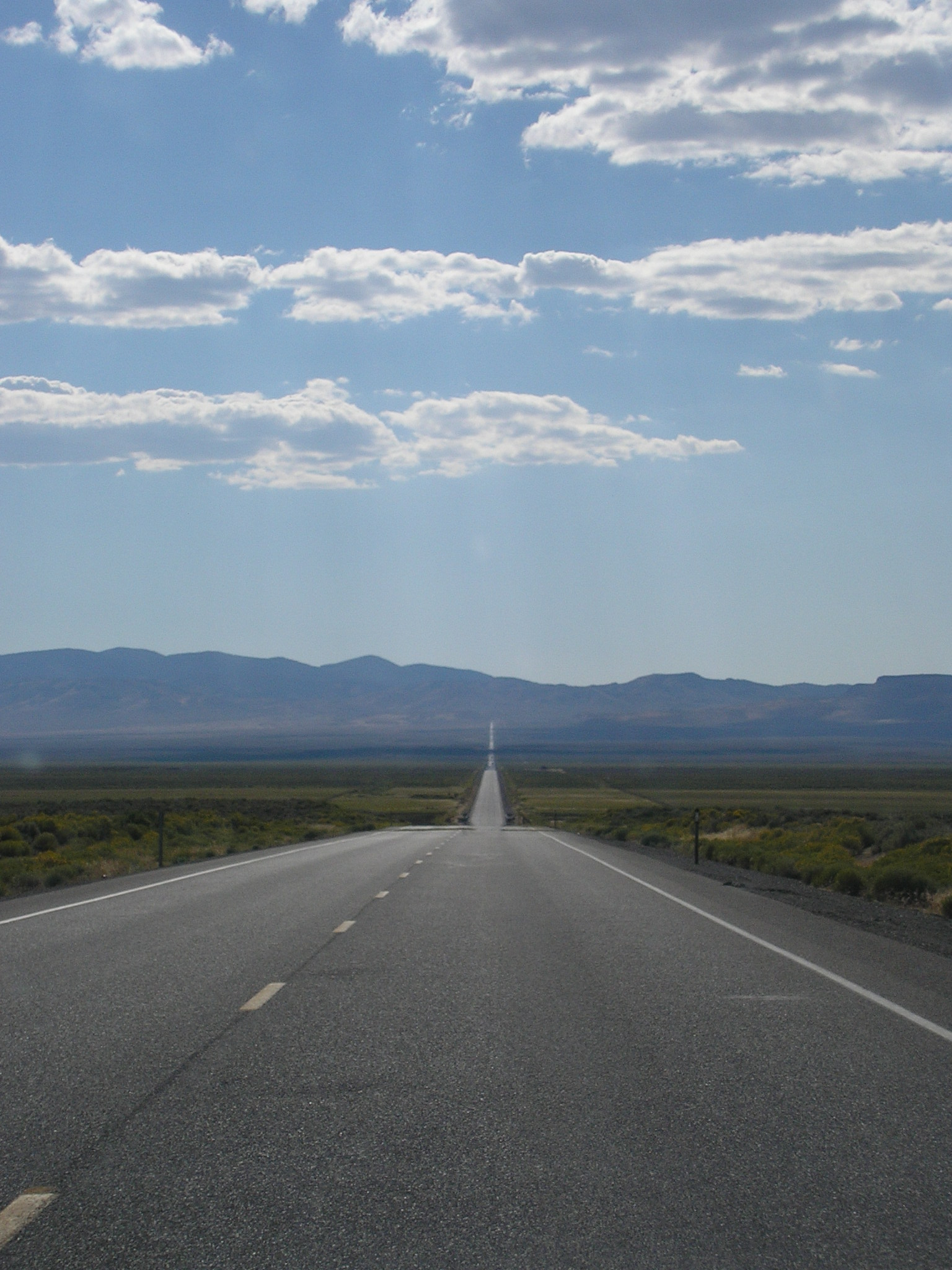
Straße mit trennender Wirkung

Der Professor für Verkehrsökologie Udo Becker erwähnt zehn verbesserungsbedürftige Faktoren:
- Energieverbrauch;
- Umweltauswirkungen auf Ökosysteme;
- Umweltauswirkungen auf den Menschen;
- Landnutzung;
- Klimaerwärmung;
- Luftverschmutzung;
- Lärmbelastung;
- Ressourcenverbrauch;
- Unfälle;
- Lebensqualität.

Die Straßen tragen zur Habitattrennung bei. Auch ohne Verkehr weigern sich viele Arten, insbesondere Wirbellose, sie zu überqueren; das von der Straße ökologisch betroffene Gebiet übersteigt bei weitem die Fläche der Straße selbst (bei durchschnittlich mehr als 100 m auf beiden Seiten der Straße).

## Vorgeschlagene Maßnahmen
Anschließend werden die vorgeschlagenen Maßnahmen (ob sie nun die Verkehrsträger, das Konzept „Traffic avoidance, modal shift, technical improvements“, die verkehrsökologische Tautologie oder die „4 E“, also „Enforcement, Education, Engineering, Economy/Encouragement“ betreffen) auf Transparenz, Gerechtigkeit (die Verursacher zahlen), unerwünschte Nebenwirkungen und die Umsetzung der Maßnahme („Trifft man anderswo auf andere Anwendungsbeispiele?“) geprüft.

### Traffic avoidance, modal shift, technical improvements
Das Konzept „Traffic avoidance, modal shift, technical improvements“ besteht zunächst darin, das Verkehrsaufkommen zu verringern, dann die Intermodalität zu fördern und schließlich die Fahrzeuge technisch zu verbessern und die von ihnen verbrauchte Energie nachhaltig zu machen,
Dies kommt einer Umsetzung der Identität von KAYA gleich.

### Enforcement, Education, Engineering, Economy/Encouragement
Diese Methoden sind auch unter der Bezeichnung 4E bekannt. Enforcement steht für Ordnungsmaßnahmen, seien es Verpflichtungen oder Verbote. Education fällt in den Bereich der Ausbildung, der Kommunikation, der Erbauung. Engineering ist rein technischer Natur, während Economy/Encouragement Anreizsysteme sind, die durchaus auch finanzieller Natur sein könnten.

### Verkehrsökologische Tautologie
Für den Fall, dass die Umweltverschmutzung eher proportional zur zurückgelegten Strecke ist, definiert Udo Becker die verkehrsökologische Tautologie wie folgt:
{\displaystyle Verschmutzung=V\times {\frac {F}{V}}\times {\frac {Verschmutzung}{F}}}
mit :
- {\displaystyle Verschmutzung} : Verschmutzung ;
- {\displaystyle V} : Verkehrsaufkommen (in Personenkilometern) ;
- {\displaystyle F} : Fahrzeugsaufkommen (in Fahrzeug-Kilometer) :
- {\displaystyle {\frac {F}{V}}} : Kehrwert der Auslastung (in Fahrzeug-Kilometer pro Personenkilometern) ;
- {\displaystyle {\frac {Verschmutzung}{F}}} ist die Verschmutzung pro Fahrzeug-Kilometer.

Das Verkehrsaufkommen lässt sich wie folgt zerlegen :
{\displaystyle V=Bevoelkerung\times {\frac {Strecke}{Bevoelkerung}}\times {\frac {Entfernung}{Strecke}}}
mit :
- {\displaystyle Bevoelkerung} : Bevölkerung ;
- {\displaystyle {\frac {Strecke}{Bevoelkerung}}} : Anzahl von Strecken pro Person ;
- {\displaystyle {\frac {Entfernung}{Strecke}}} : durchschnittliche Entfernung einer Strecke.

Daher kann die Umweltverschmutzung letztendlich als Summierung der Umweltverschmutzung nach Verkehrsträgern ausgedrückt werden :
{\displaystyle Verschmutzung=V\times \sum {\frac {V_{i}}{V}}\times {\frac {F_{i}}{V_{i}}}\times {\frac {Verschmutzung_{i}}{F_{i}}}}
mit :
- {\displaystyle {\frac {V_{i}}{V}}} : Modal Split ;
- {\displaystyle {\frac {F_{i}}{V_{i}}}} : Kehrwert der Auslastung  nach Verkehrsträger (in Fahrzeug-Kilometer pro Personenkilometer) ;
- {\displaystyle {\frac {Verschmutzung_{i}}{F_{i}}}} ist die Verschmutzung pro Fahrzeug-Kilometer nach Verkehrsträger.

#### Identität von KAYA

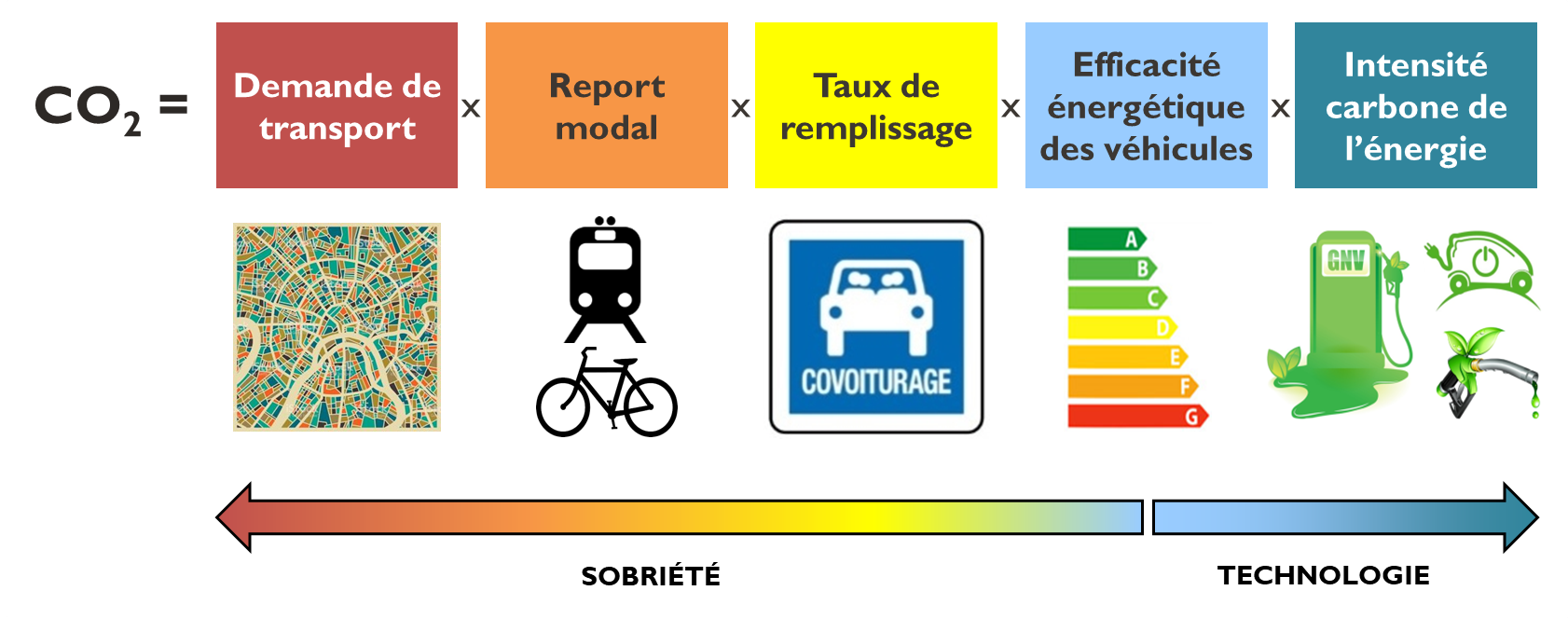
Zerlegung der auf den Transport zurückzuführenden Emissionen.
Die ersten vier Faktoren beziehen sich auf Energieeinsparungen, während der letzte Faktor die Karbon-Intensität der Energie betrifft. Die Senkung des Verkehrsaufkommens fällt unter dem Thema Suffizienz. Die Energieeffizienz fällt unter dem Thema „technischer Fortschritt“.
Übersetzung : Verkehrsaufkommen – Modal Split – Fahrzeugsauslastung – Energieeffizienz – Karbonintensität der Energie;
Suffizienz – Technologie.

Die allgemeine Formulierung nimmt eine speziellere Form an, sobald es um die Dekarbonisierung des Verkehrs geht, nach dem Vorbild der Identität von KAYA.
Da die Verschmutzung mit CO2 identifiziert wird, wird {\displaystyle {\frac {Verschmutzung_{i}}{F_{i}}}} ersetzt durch {\displaystyle {\frac {{CO_{2}}_{i}}{E_{i}}}\times {\frac {E_{i}}{F_{i}}}}

mit :
- {\displaystyle {\frac {E_{i}}{F_{i}}}} : Kehrwert der Energieeffizienz von Fahrzeugen nach Verkehrsträger (z. B. in kWh/100 km pro Fahrzeug) ;
- {\displaystyle {\frac {{CO_{2}}_{i}}{E_{i}}}} : Karbon-Intensität der Energie nach Verkehrsträger (z. B. in gCO2/kWh).

Dann lassen sich die CO2-Emissionen zerlegen nach :
{\displaystyle CO_{2}=V\times \sum {\frac {V_{i}}{V}}\times {\frac {F_{i}}{V_{i}}}\times {\frac {E_{i}}{F_{i}}}\times {\frac {{CO_{2}}_{i}}{E_{i}}}}